# ダニエル・デビッド・スチュアート
ダニエル・デビッド・スチュアート （Daniel David Stewart ）は、アメリカ合衆国の俳優、歌手。

## 主な出演作品

### 映画
- Last Seen （2013年。短編映画。）
- The Sound Of Magic （2015年）
- Kids vs Monsters （2015年）
- 『シルクロード.com -史上最大の闇サイト-』 - Silk Road （2021年）

### テレビドラマ
- 『ザ・ミドル 中流家族のフツーの幸せ』 - The Middle （2013年）
- 『ティーン・スパイ K.C.』 - K.C. Undercover （2015年）
- Catch 22 （2019年）

### 舞台
- 『春のめざめ』 - Spring Awakening （2014年、2015年、2015年-2016年。ミュージカル。）
- The Band's Visit （2016年-2017年、2018年）